# Isla Gran Thatch
La Isla Gran Thatch (en inglés: Great Thatch Island) es una isla deshabitada de las Islas Vírgenes Británicas en el Caribe. Es una de las islas más occidentales del Territorio.
Aunque actualmente está deshabitada, estuvo anteriormente ocupada, y contaba con una casa de aduanas con intercambio de correos.
Siguen existiendo ruinas significativas en la isla, aunque es extremadamente difícil el acceso dado que los caminos están todos, llenos de vegetación. 
La isla estaba antiguamente en manos privadas, pero fue recomprada por el Gobierno del Territorio en septiembre de 1997, y ahora es un parque nacional.